# Børge Dahl
 Der er for få eller ingen kildehenvisninger i denne artikel, hvilket er et problem. Du kan hjælpe ved at angive troværdige kilder til de påstande, som fremføres i artiklen.

Børge Dahl (født 19. maj 1944 i Hadsund) er en dansk højesteretsdommer, der 2010-2014 var præsident for Højesteret, hvor han afløste Torben Melchior.
Børge Dahl blev student fra Rungsted Statsskole 1963, løjtnant 1965 og premierløjtnant af reserven i Hæren 1968, cand.jur. 1972 og kandidatstipendiat ved Københavns Universitet 1972-75.
Han har været på studieophold ved universiteterne i Freiburg, Vesttyskland, og Cambridge, England 1973-74, sekretær hos Forbrugerombudsmanden 1975, lektor ved Københavns Universitet 1976-81 og professor i erhvervsret ved CBS, Handelshøjskolen i København, 1981-96. Han var dommer i Højesteret 1996-2014. Han er ikke dekoreret og må altså have afslået af modtage Dannebrogordenen.
Han har været genstand for festskriftet Jura på mange Måder 1994, modtog Mæglerprisen 1995 og Award for Outstanding Textbooks, Copenhagen Business School Press 1999 og blev dr.merc. h.c. ved CBS i 2000.
Han er gift med Benedicte Federspiel.

## Forfatterskab
- Produktansvar (1973)
- Consumer Legislation in Denmark (1981)
- Produktansvarsstudier (1984)
- Garantier (medforfatter, 1985)
- Erhvervs- og Produktansvarsforsikring (1987)
- Erhvervsjura (10. udg. 2008)
- Danish Law in a European Perspective (co-ed., 2. ed. 2002)
- Bidrag til Karnovs Lovsamling
- Redaktør for Nordisk Domssamlings Danske Afd. fra 2002